# Zephyranthes mesochloa
Zephyranthes mesochloa là một loài thực vật có hoa trong họ Amaryllidaceae. Loài này được Herb. ex Lindl. miêu tả khoa học đầu tiên năm 1830.

## Hình ảnh

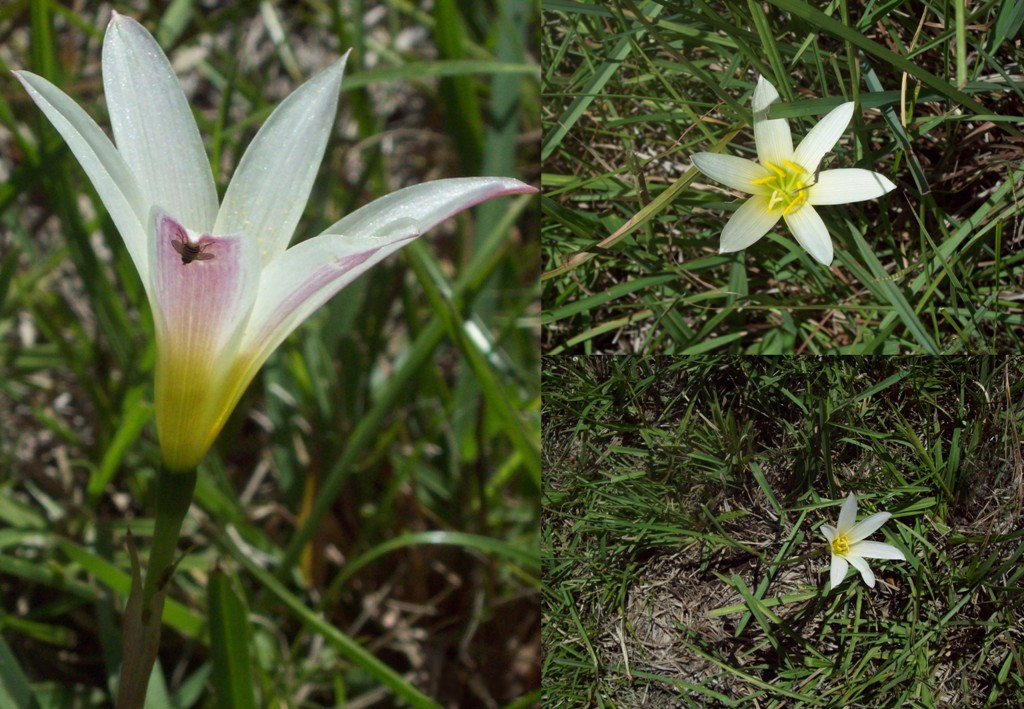
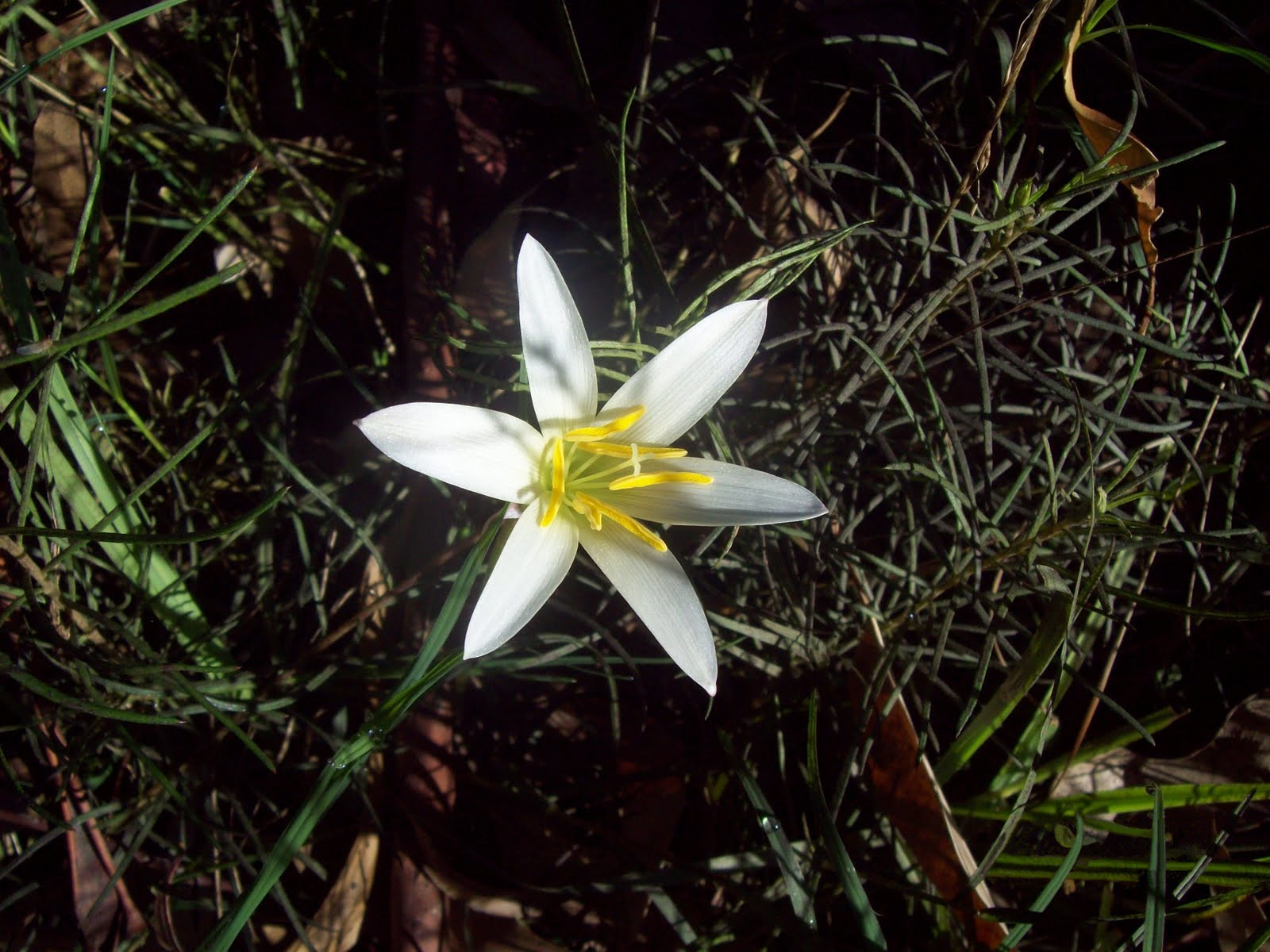
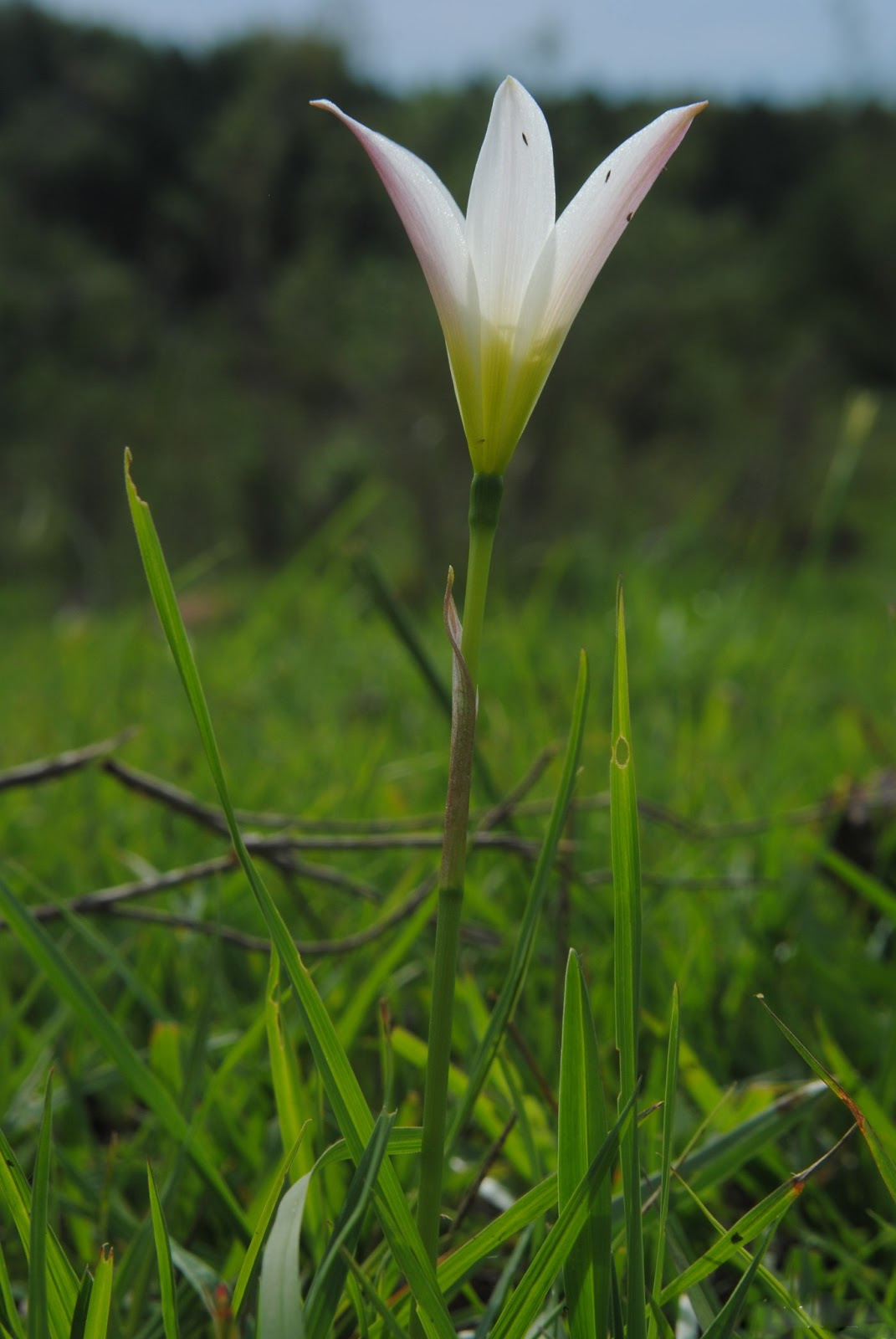
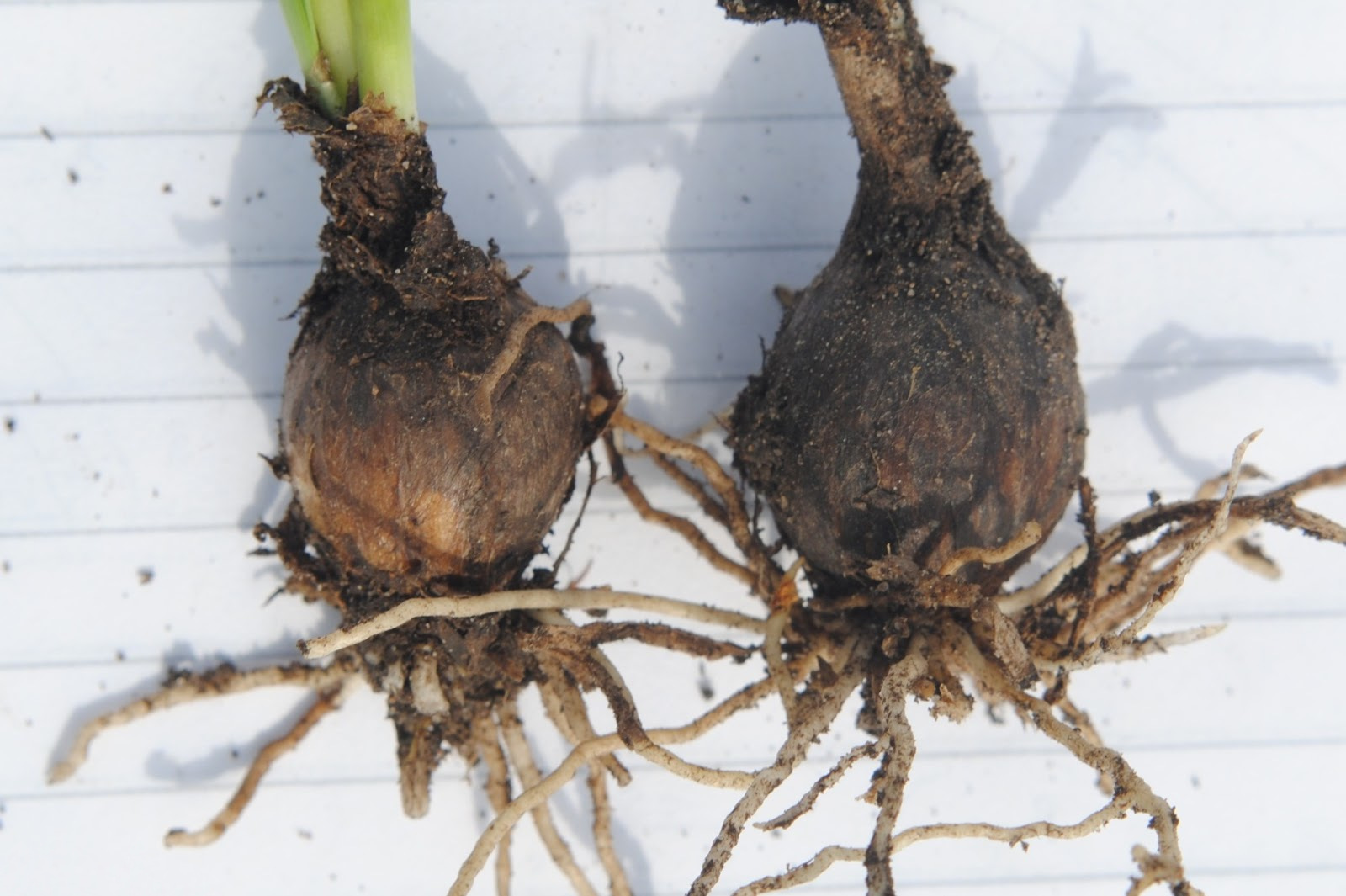